# گراز زگیل‌دار دماغه
گراز زگیل‌دار دماغه (نام علمی: Phacochoerus aethiopicus aethiopicus) نام یک زیرگونه از گونه گراز زگیل‌دار بیابانی است.